# Szent György-fatemplom (Élesdlok)
Az élesdloki Szent György-fatemplom műemlékké nyilvánított épület Romániában, Bihar megyében. A romániai műemlékek jegyzékében a  BH-II-m-B-01170 sorszámon szerepel.